# Ikonenmuseum Kampen

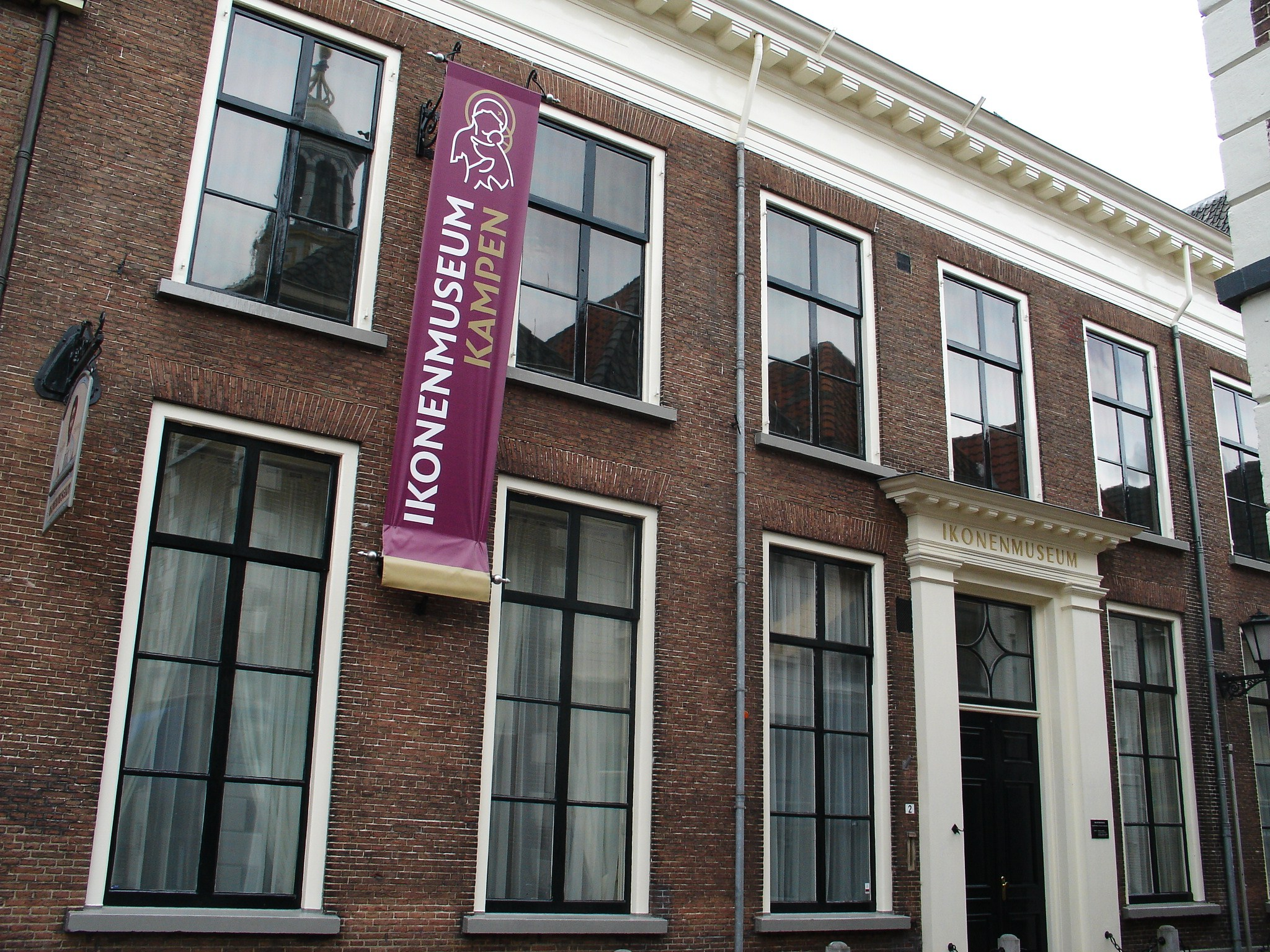
Het Ikonenmuseum

Het Ikonenmuseum Kampen, gelegen aan de Buiten Nieuwstraat 2 in de Overijsselse stad Kampen, bestaat sinds 2005 en is samen met bijv. het Ikonen-Museum in Recklinghausen een van de weinige musea in West-Europa gewijd aan iconen en religieuze kunst uit Rusland. Daarnaast heeft het museum ook iconen uit andere Oosters-orthodoxe landen.
Het museum bevindt zich in het dormitorium, het atrium en een deel van de voormalige ziekenzaal van een vroeger klooster van de franciscanen.
Het museum beheert de ruim 2000 iconen tellende verzameling van de Alexander Stichting die verspreid over twee etages worden gepresenteerd. Er worden regelmatig specifieke exposities gehouden, met diverse thematiek die vaak aan de Oosters-orthodoxe Kerk gelieerd is.
Men kan er ook lessen volgen over Russische religieuze kunst en iconen leren schilderen. Daarnaast worden er lezingen gehouden.
Het bestuur wordt gevormd door de Alexanderstichting.

## Enkele iconen

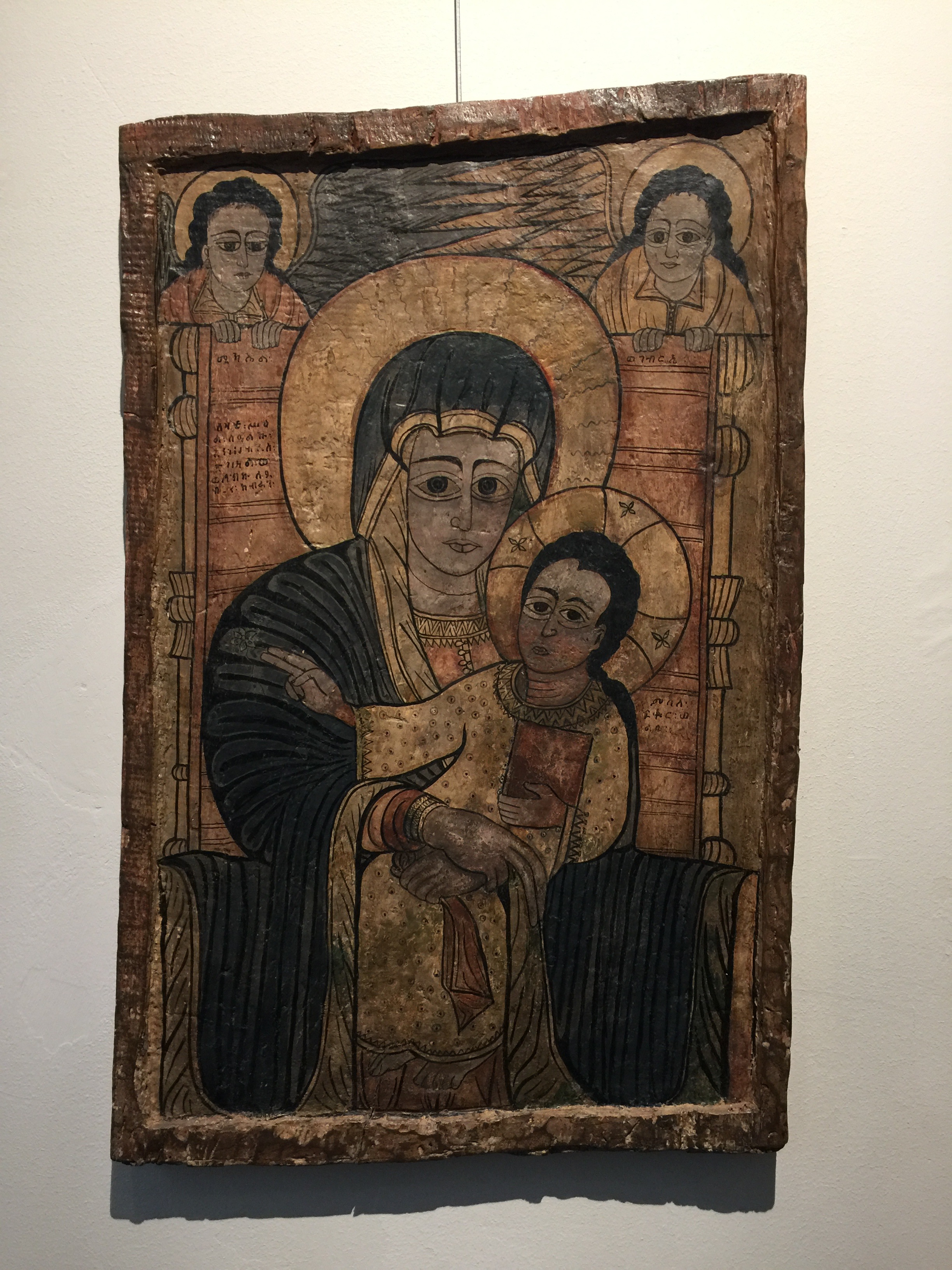
Moeder en Kind (Ethopië)
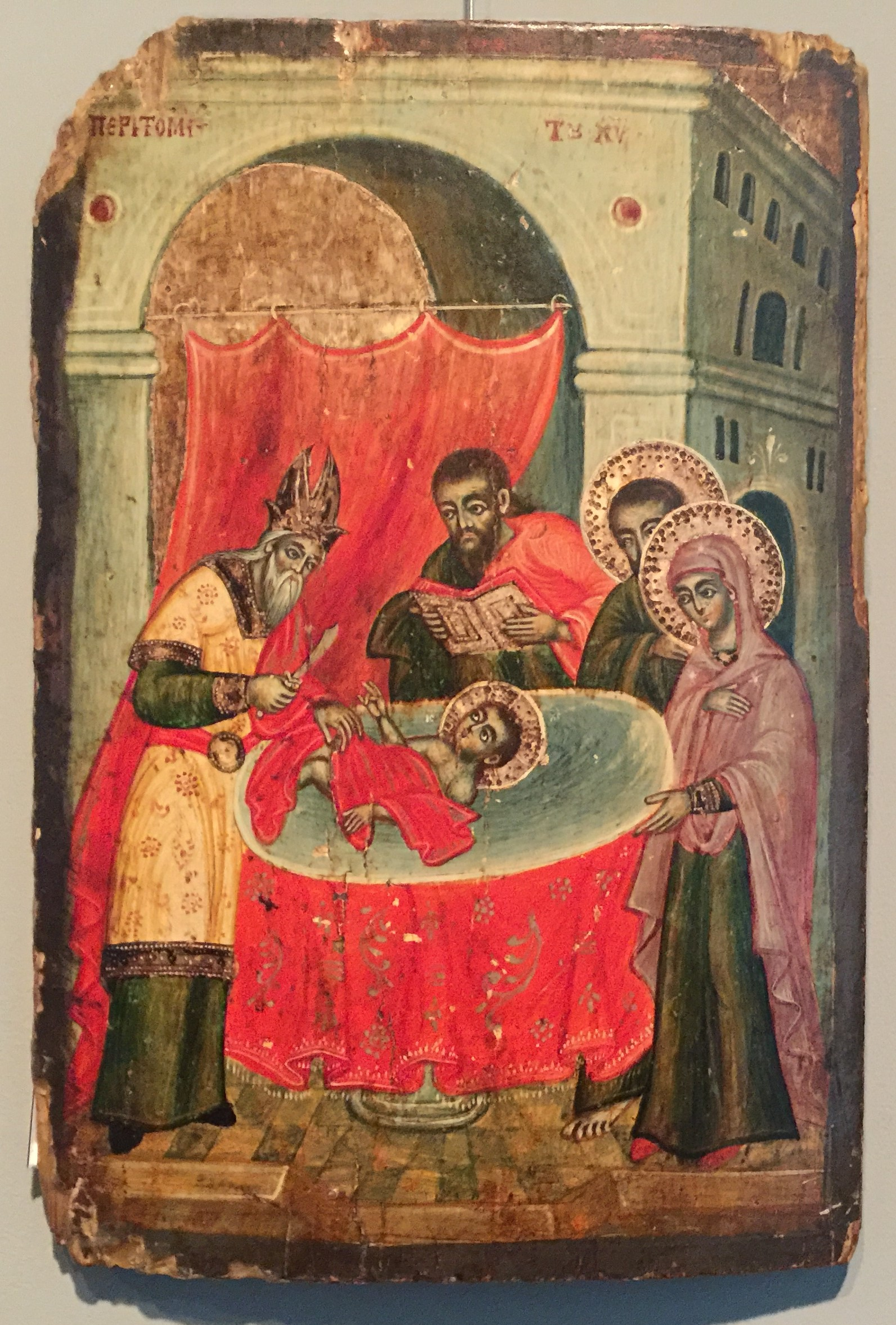
Besnijdenis (Griekenland)
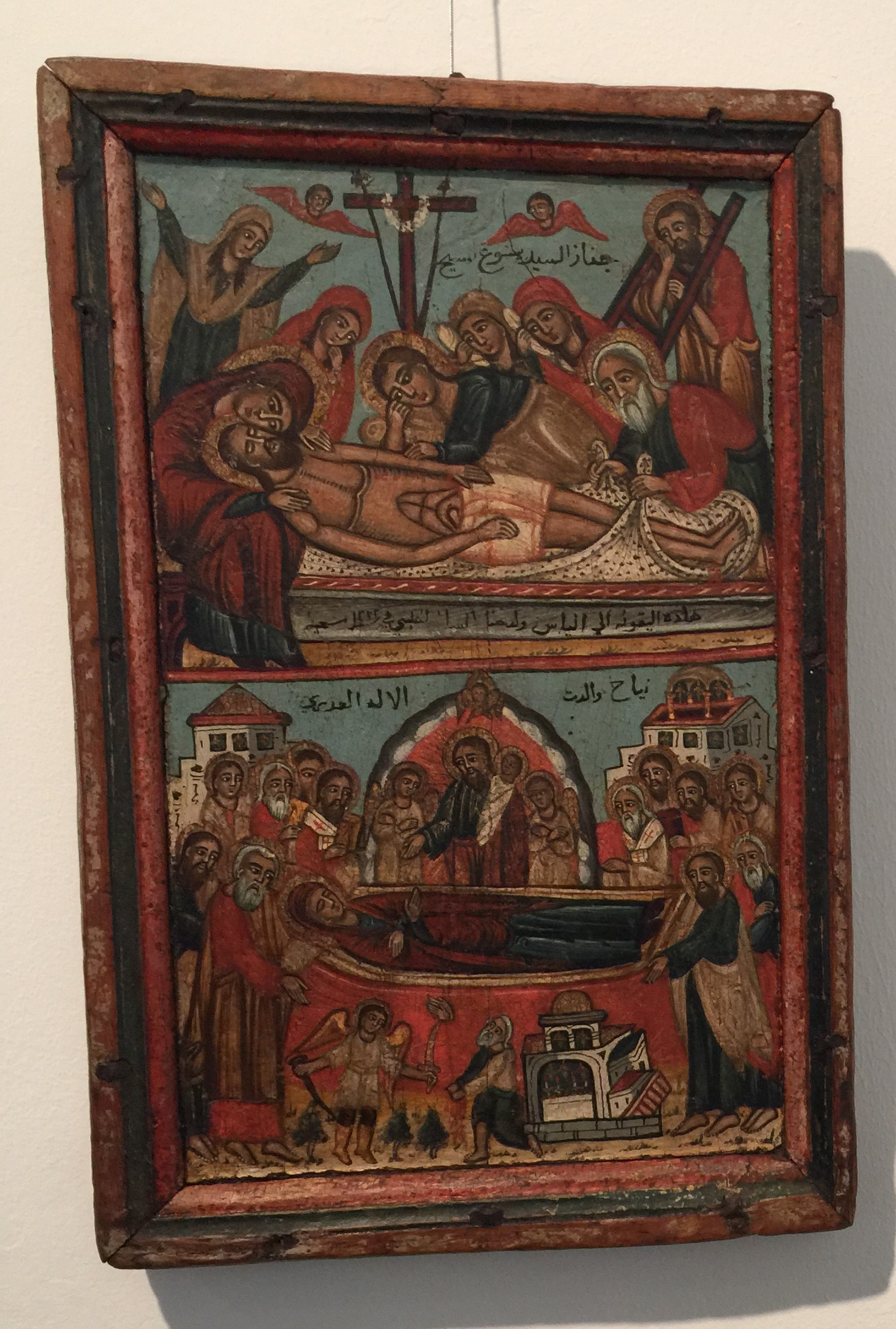
Graflegging & Moeder Gods (Egypte)
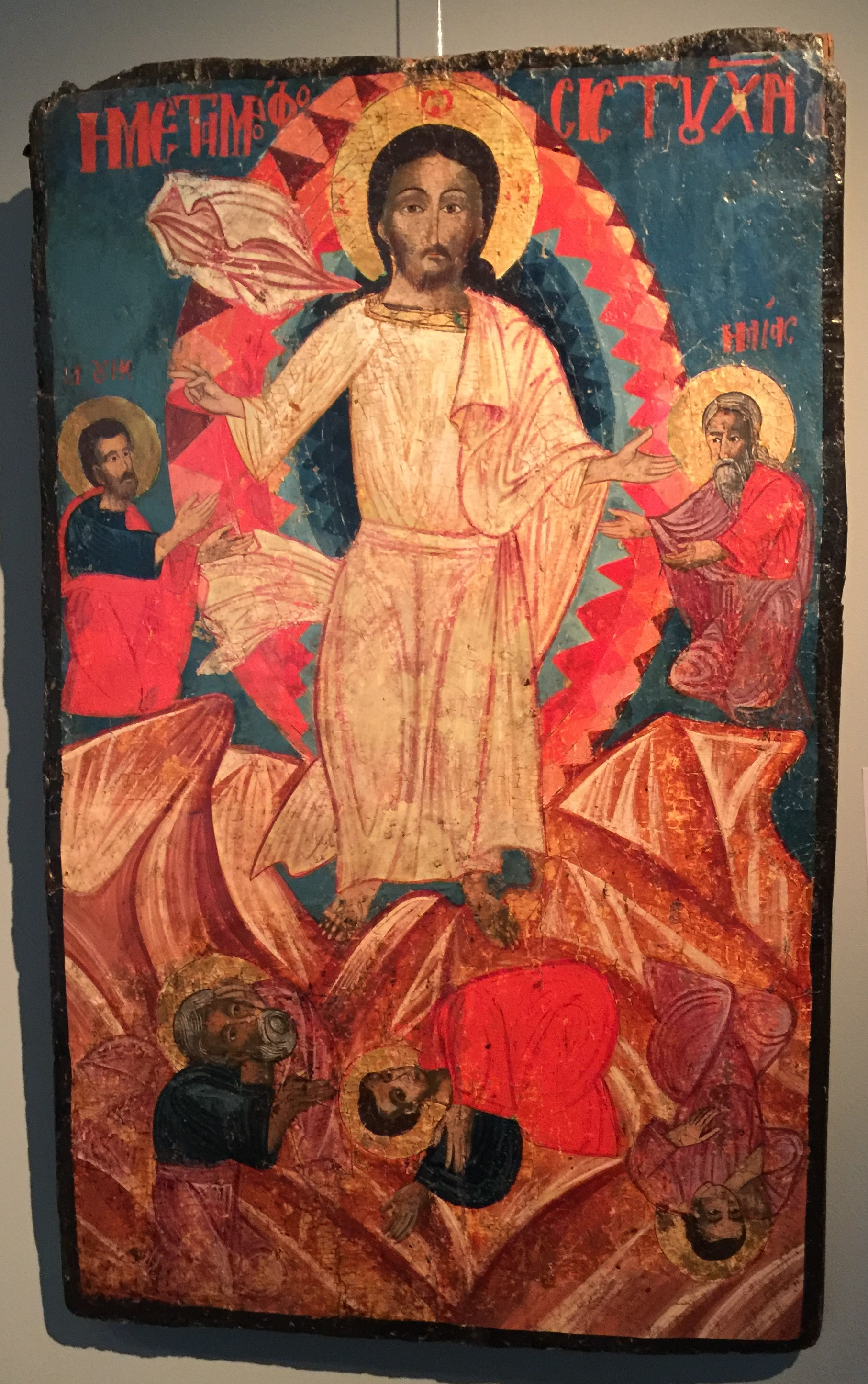
Transfiguratie (Midden-Oosten)

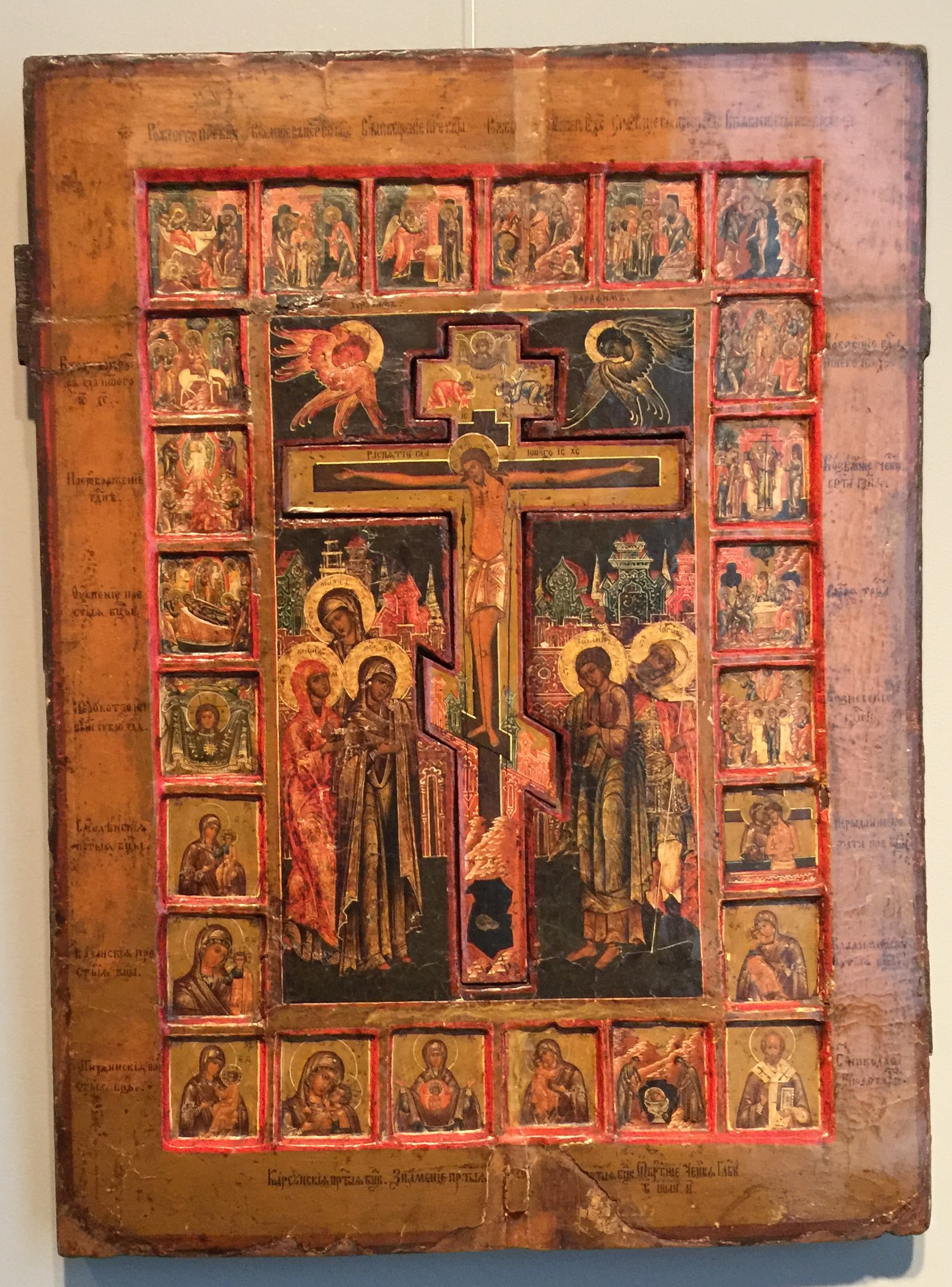
Staurotheek (Rusland)
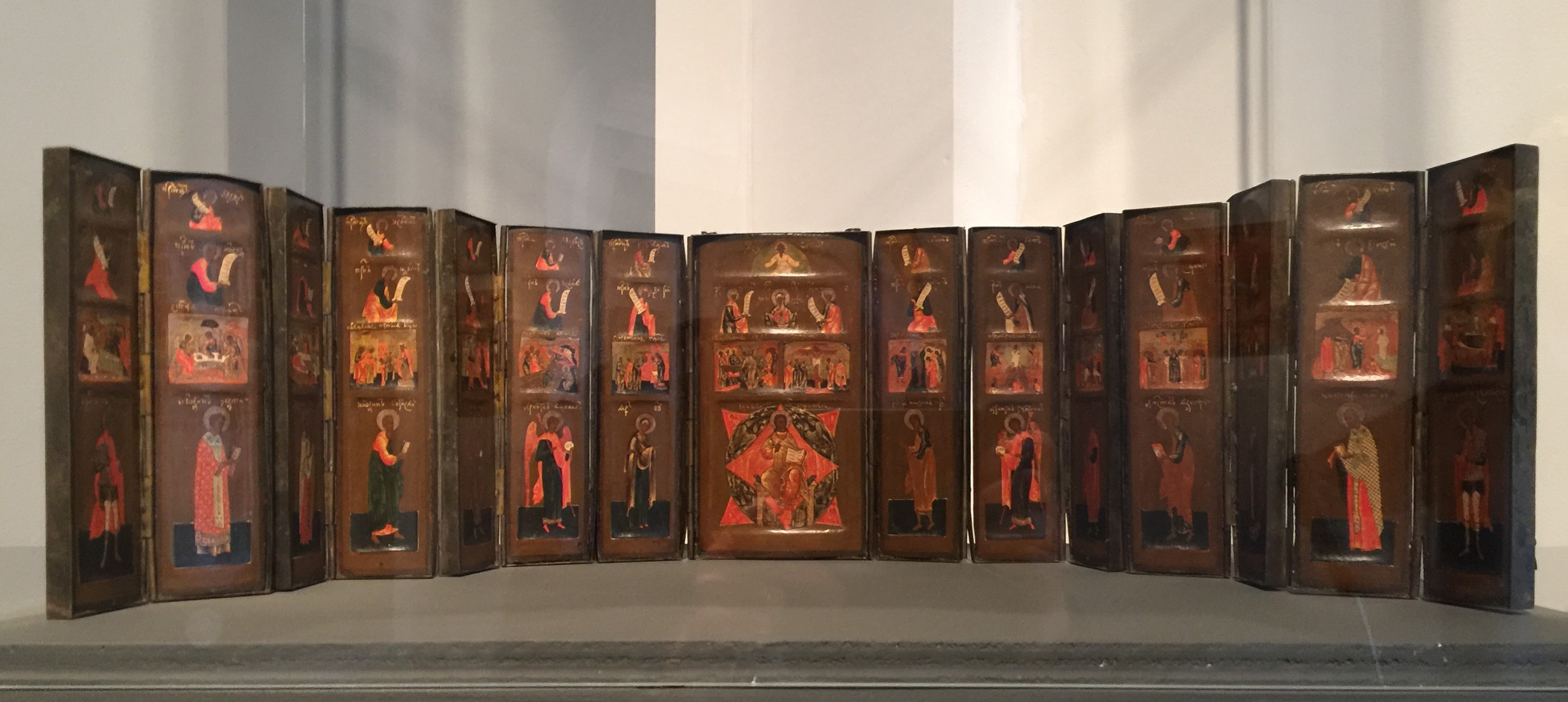
Iconostase (Rusland)
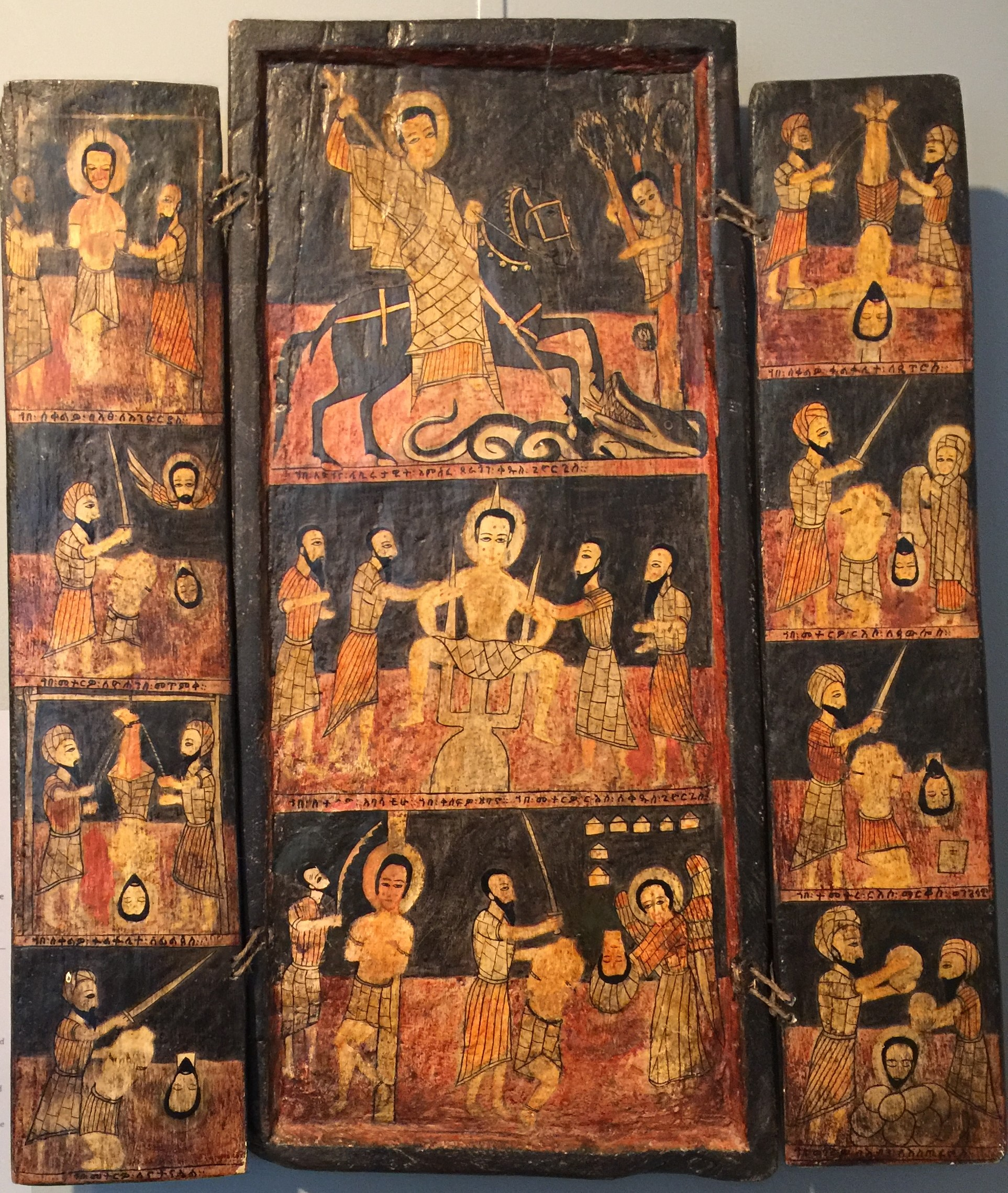
Marteling der martelaren (Ethiopië)
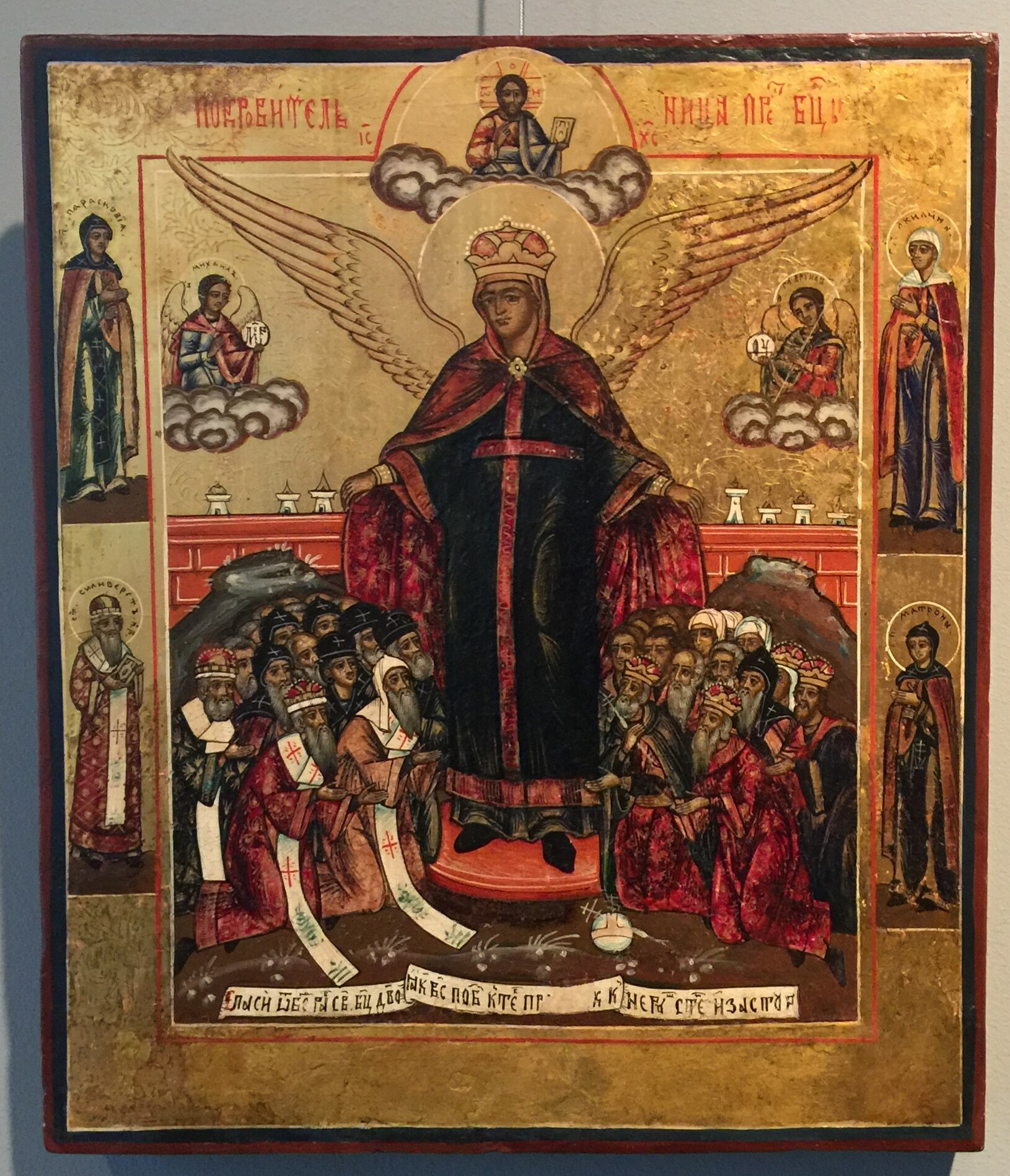
Moeder Gods van de Beschermende Mantel (Oekraïne)